# Asociace organizací spisovatelů Slovenska
Asociace organizací spisovatelů Slovenska - ve zkratce AOSS - vznikla v roce 1990 jako nástupnická organizace Svazu slovenských spisovatelů. Jde o stavovskou organizaci autorů uměleckých textů a literatury faktu, ale i literárních vědců. AOSS je vydavatelem časopisu Romboid. Členem AOSS není Spolek slovenských spisovatelů.